# Комніни
Комніни (грец. Κομνηνοί), рідше Комнені, Компіни — візантійський аристократичний рід та імператорська династія, яка правила у Візантії в 1057—1059, 1081—1185 рр. і в Трапезунді в 1204—1461 (під іменем Великих Комнінів).

## Походження
За даними Михайла Пселла, Комніни — вихідці з містечка Комні під Філіппополем у Фракії, власники значних земельних наділів у Пафлагонії (навколо Кастамону). Першим відомим Комніном, який потрапив на сторінки літописів, став полководець Мануїл Еротік Комнін, який в 978 році захищав Нікею від Барди Скліра. Перший Комнін на імператорському престолі, Ісаак, був його сином. Він правив всього два роки (1057—59), після чого престол на 22 роки отримала династія Дуків. Деякі з Комнінів (особливо в XIII столітті) носили подвійне прізвище «Комнін-Дука», щоб підкреслити походження від обох династій: Олексій I одружився з Іриною Дукенею, внучатою племінницею Констянтина X Дуки, який змінив Ісаака I на троні в 1059 році.

## Комнінівський період

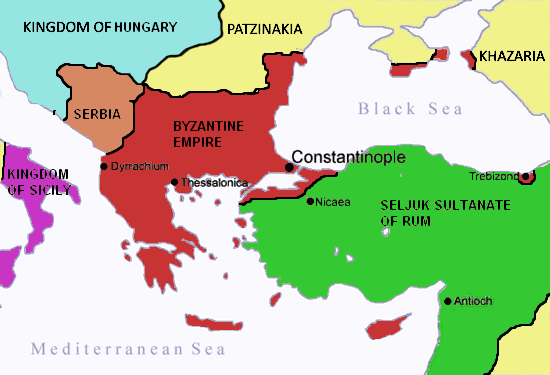
Візантійська імперія за правління Олексія I Комніна

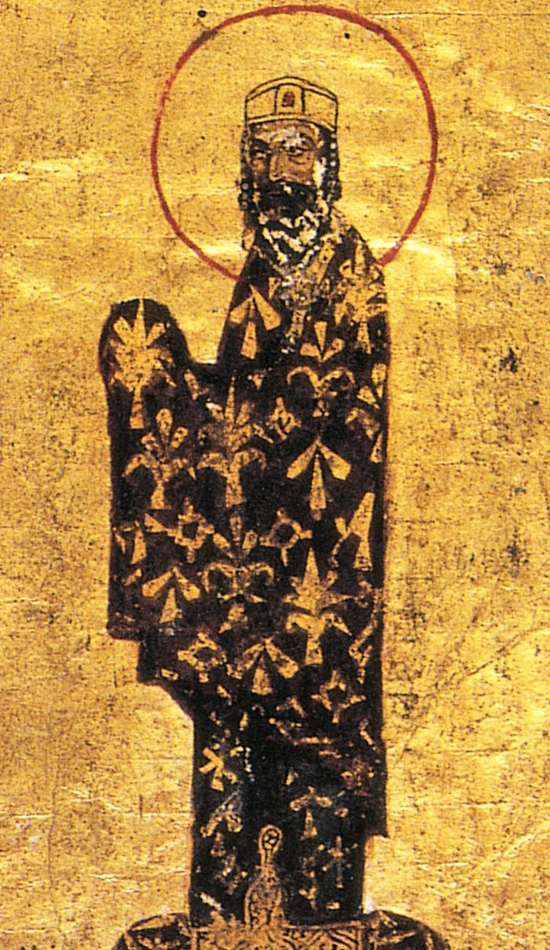
Олексій I Комнін

Головну опору Комнінів складали військово-феодальна знать та розквітлі провінційні міста. При Комнінах завершилося оформлення основних інститутів феодального суспільства. За рахунок надання феодалам широких привілеїв відбувалося зміцнення їхньої влади. Комніни сприяли подальшому закріпаченню селянства; за них значно зріс податковий тягар. Ігноруючи інтереси візантійських ремісників і торговців, Комніни надавали різноманітні пільги та торгові привілеї італійським купцям, які з часом захопили ключові позиції не лише в зовнішній, а й у внутрішній торгівлі (що надалі призвело до глибокого занепаду міст). Церква, яка до цього грала самостійну роль, з XI століття стала слухняним виконавцем волі світського володаря.
Перші правителі династії Комнінів Олексій I (1081—1118), Іоанн II (1118—1143) і Мануїл I (1143—1180) були обдарованими державними діячами. Їм, особливоо Олексію I, вдалося вивести імперію з глибокої кризи, перемогти бунтівних магнатів і зміцнити владу своєї династії. Проводячи активну зовнішню політику, Комніни відвоювали у сельджуків все малоазійське узбережжя, підкорили, щоправда, тимчасово, Сербію і Угорщину, боролися за гегемонію Візантії в Італії, успішно відвернули конфлікти з хрестоносцями I і II хрестових походів. Того часу Візантія знову виступила на європейській арені як велика держава.

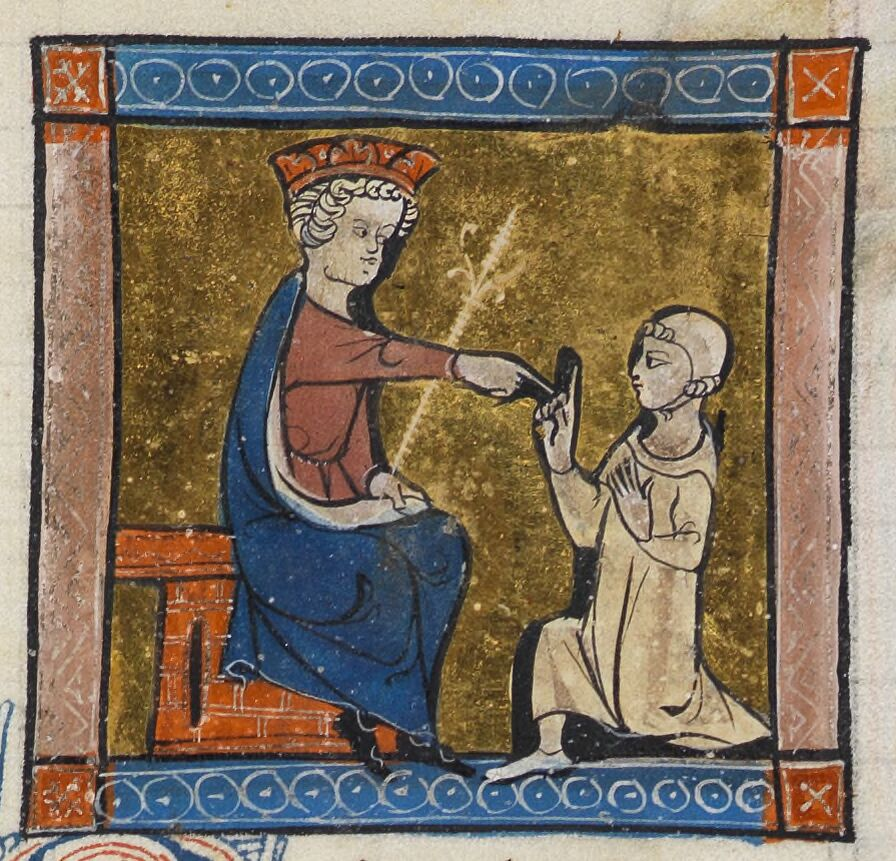
Андронік I Комнін — останній представник династії на візантійському престолі

Але ці перші успіхи Комнінів не могли зміцнитися у Візантії, яка вже стояла перед катастрофою. В останні десятиріччя XII століття за спадкоємців Мануїла І зовнішня ситуація різко загострилася, Візантія була вимушена перейти до оборони. Трді Візантійська Держава погрузла в міжусобицях та смутах. Почалися виступи народних мас міст, які були незадоволені економічним засиллям іноземців. На хвилі цих рухів до влади в 1183 році прийшов двоюрідний брат імператора Мануїла І — Андронік I Комнін (1183—1185), одна з найколоритніших фігур на візантійському престолі. Його спроби реформами стабілізувати положення в країні не мали успіху. Воєнні поразки та невдоволення самовладним правлінням василевса призвели до усунення в 1185 році Андроніка I з престолу. Він був схоплений розлюченим константинопольским плебсом і відданий під жорстоку страту. У 1185 році до влади прийшла династія Ангелів.

## Комнінівське пророцтво
При дворі Мануїла першого було популярним пророцтво, згідно з яким із перших букв імен імператорів династії Комнінів складеться грецьке слово αιμα, тобто «кров». попередниками Мануїла на ромейському престолі були Олексій (Αλέξιος) та Іоанн Комніни. Історики припускають, що саме заради виконання пророцтва Мануїл дав своєму синові ім'я Олексій (а не Іоанн, як можна було очікувати з огляду на принципи середньовічної ономастики). Це ж ім'я він вибрав й для свого зятя Бели, який розглядався ним як ймовірний спадкоємець престолу.
Після смерті Мануїла престол перейшов до його малолітнього сина Олексія II. Однак через рік його скинув та вбив двоюрідний племінник покійного — Андронік І Комнін. Таким чином пророцтво АІМА стартувало знову. Новий правитель боявся загрози свого скинення від людини, чиє ім'я починалося з букви І. Андронік вважав таким свого родича Ісаака Комніна, який захопив Кіпр. Але загроза підстерегла узурпатора зі сторони іншого Ісаака — Ангела. Він скинув Комніна з престолу імперії, і після цього пророцтво втратило сенс і силу.

## Великі та Малі Комніни

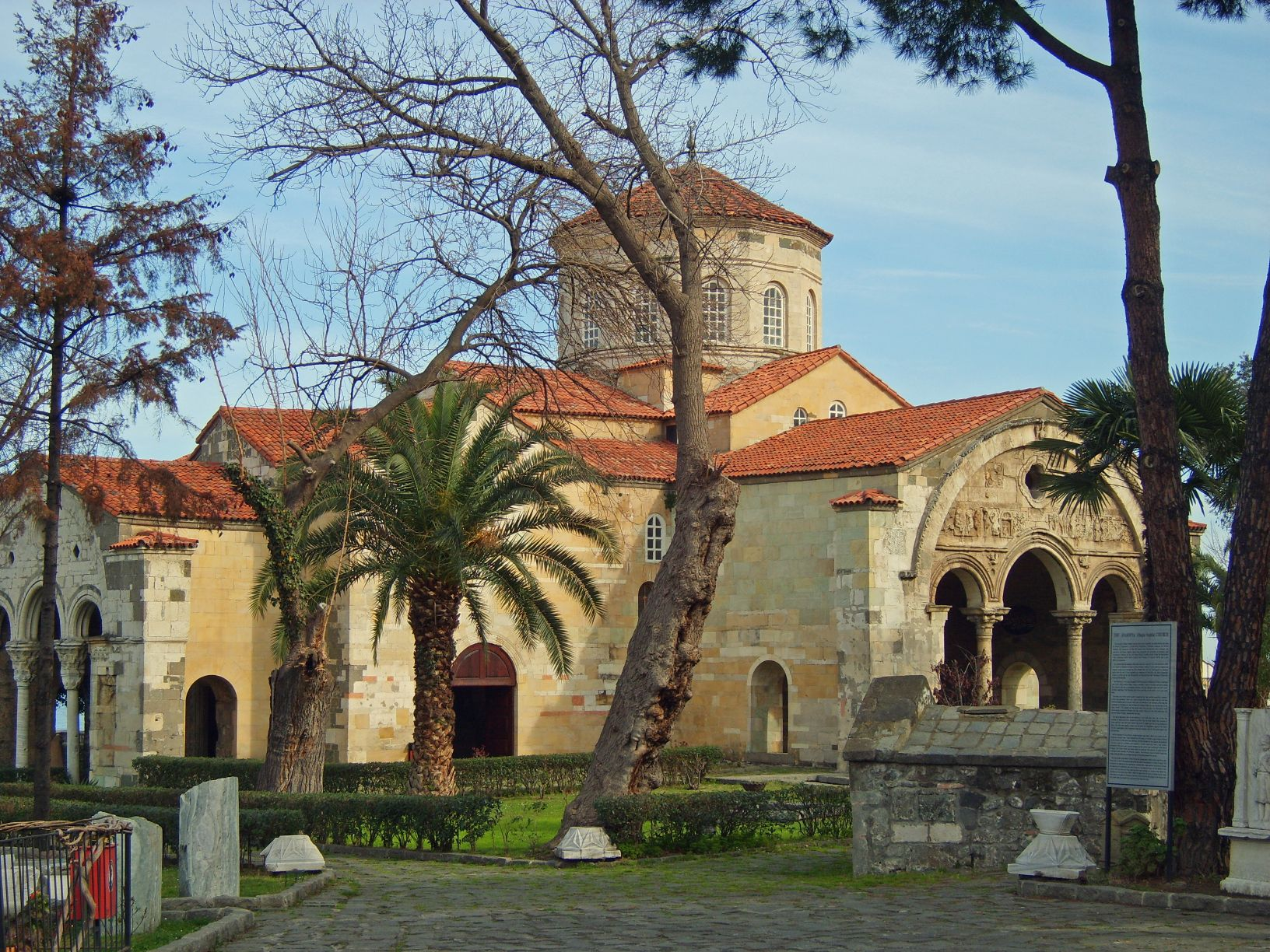
Софійський собор в Трапезунді — усипальниця Великих Комнінів.

Потомки Андроніка I правили Трапезундською імперією до її знищення османами в 1461 році. Тривалий час вони розглядали візантійських імператорів як узурпаторів того, що по праву належало їхнім предкам. Трапезундські Комніни вступали в шлюбні союзи з крупними грузинськими феодалами — Багратіонами, Джакелі, Гуріелі. Від Олексія IV Великого Комніна і Іоанна IV по жіночій лінії походили Сефевіди й Великі Моголи.
Крім «великих», в джерелах також згадуються «малі Комніни» — представники бокових гілок роду. Їхню генеалогію неможливо прослідкувати точно. Малі Комніни продовжували користатися повагою в середовищі грецької діаспори і після падіння Константинополя; деякі гілки дожили до XX століття.